# Drehdurchführung
Eine Drehdurchführung ermöglicht Fluiden (Gasen, Flüssigkeiten) den abgedichteten Übergang zwischen einem feststehenden Körper und einem rotierenden Körper, oder zwischen gegeneinander rotierenden Körpern.

Aufbau einer einfachen Druckluft-Drehdurchführung

Aufbau einer 4-kanaligen Hydraulik-Drehdurchführung (Schnittdarstellung)

## Ausführungen
Drehdurchführungen können einflutig (einkanalig) oder mehrflutig (mehrkanalig) sein. Einfaches Beispiel einer einflutigen Drehdurchführung ist der Gartensprenger, im Übergang zum rotierenden oder schwenkenden Arm. Komplexer wird es, wenn Fluide, z. B. Hydraulik-Flüssigkeiten, unter hohem Druck hin- und hergeführt werden müssen, wenn man also paarige Drehdurchführungen braucht. Einflutige Durchführungen nutzen oftmals axiale, mehrflutige vorrangig radiale Schnittstellen zur Übergabe der Medien.
Als Drehdurchführung bezeichnet man auch eine Vorrichtung, die es ermöglicht eine mechanische Drehbewegung durch eine Behälterwand hindurch zu übertragen. Anwendungen liegen beispielsweise in der Vakuum-Technik.

## Anwendungen
- Eine typische Anwendung sind hydraulisch angetriebene Fahrwerke von Baggern, deren Antriebsketten mittels Hydraulikmotoren angetrieben werden. Der Antriebsmotor samt Hydraulikpumpen sitzt im drehbaren Oberwagen, wohin Rücklauföl und Lecköl in den Hydraulikölbehälter zurückverbracht werden müssen.
- Bei Kraftfahrzeugen und Anhängern, die mit einer Reifendruckregelanlage ausgerüstet sind, wird der Druck in den Reifen mit Druckluft aus einem zentralen Druckbehälter geregelt. Über Drehdurchführungen werden die sich drehenden Reifen während der Fahrt mit Druckluft versorgt.
- Bei Werkzeugmaschinen mit innengekühlten Werkzeugen wird eine Einführung zum Transport des Kühlschmiermittels in die Werkzeugspindel benötigt. Die größte Herausforderung besteht darin, das Medium leckfrei bis zu 120.000 Umdrehungen je Minute in die Spindel zu bringen. Um eine optimale Dichtfunktion der Einführung zu garantieren, ist es wichtig, dass die Schläuche spannungsfrei angebracht sind. Auch an Drehtischen mit hydraulischen Spannfuttern kommen mehrkanalige Drehdurchführungen zum Einsatz.
- In der Papierindustrie werden Drehdurchführungen mit einem sogenannten Siphon verwendet. Um die großen Trocknerwalzen zu beheizen, wird Dampf eingeführt, kondensiert und anschließend über den Siphon wieder hinausgedrückt.
- Im Haushalt kommen Drehdurchführungen bei Haushaltsarmaturen wie schwenkbaren Wasserhähnen und Duschköpfen zur Anwendung. Auch in Rasensprengern werden Drehdurchführungen verwendet.
- Ferrofluidic-Drehdurchführungen werden als Vakuumdichtungen in Beschichtungsanlagen eingesetzt, in denen die zu beschichtenden Objekte über einer Dampfquelle gedreht werden, um eine gleichmässige Schichtdicke zu erreichen, oder als Gasdichtungen in Zuführungen von Spülgasen bei der Lampenherstellung.

## Dichtungen
Drehdurchführungen können mit reibungsbehafteten herkömmlichen Elastomerdichtungen, Sperrgasdichtungen, Gleitringdichtung oder mit reibungsfreier Ferrofluid-Dichtungstechnik aufgebaut sein.

## Andere Bezeichnungen
Man spricht bei der Drehdurchführung auch vom „hydraulischen Schleifring“, analog zum elektrischen Schleifring zur Übertragung von Strom zu rotierenden Körpern. Oft wird sie auch Dreheinführung, Dichtkopf oder Dampfkopf genannt.